# Jollas manantiales
Jollas manantiales är en spindelart som beskrevs av Galiano 1991. Jollas manantiales ingår i släktet Jollas och familjen hoppspindlar. Inga underarter finns listade i Catalogue of Life.